# Висіч Наталія Дмитрівна
Висіч Наталія Дмитрівна (21 серпня 1951, Мукачеве) — органістка. Заслужена артистка УРСР (1991). Лауреатка Республіканського конкурсу камерних оркестрів та музикантів-виконавців (Київ, 1983).

## З життєпису
Закінчила Київську консерваторію (1975; кл. фортепіано О. Снєгірьова, органа — А. Котляревського), асистентуру-стажування при Московській консерваторії (1984; кер. Л. Ройзман).

Від 1975 — солістка Закарпатської філармонії (Ужгород).
Викладала в Ужгородському музичному училищі.

Гастролює в Україні та за кордоном. В репертуарі: Й.-С. Бах, М. Реґер, С. Франк.